# Modern Electrics

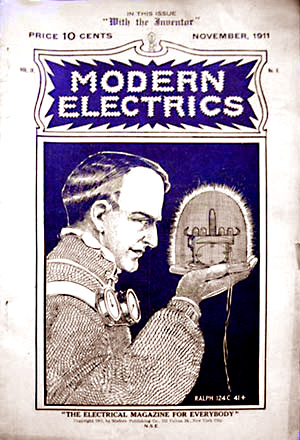

Modern Electrics è stata una rivista tecnica per i primi radioamatori sperimentali. Venne creata da Hugo Gernsback e pubblicata a partire dall'Aprile 1908.
La rivista aveva inizialmente come scopo quello di fornire informazioni sull'acquisto di componenti e di promuovere l'hobby della radio, ma in seguito diventò un mezzo di diffusione di racconti di fantasia a tema tecnologico. In breve tempo la rivista aumentò il numero di copie vendute dalle 2000 iniziali alle 52000 del 1911.
Nel 1908 la rivista annunciò un "registro radio", cioè un elenco di possessori di radio, il loro indicativo di chiamata, il tipo di equipaggiamento e la sua modalità operativa.
La rivista venne venduta nel 1913, e cessò le pubblicazioni con il numero di dicembre dello stesso anno per fondersi con Electrician and Mechanic dando così origine a Modern Electrics and Mechanics.
L'esperienza maturata con Modern Electrics porterà Gernsback a fondare la rivista Electrical Experimenter nel 1913 e la rivista pulp di fantascienza Amazing Stories nel 1926.